# Polne Turniczki

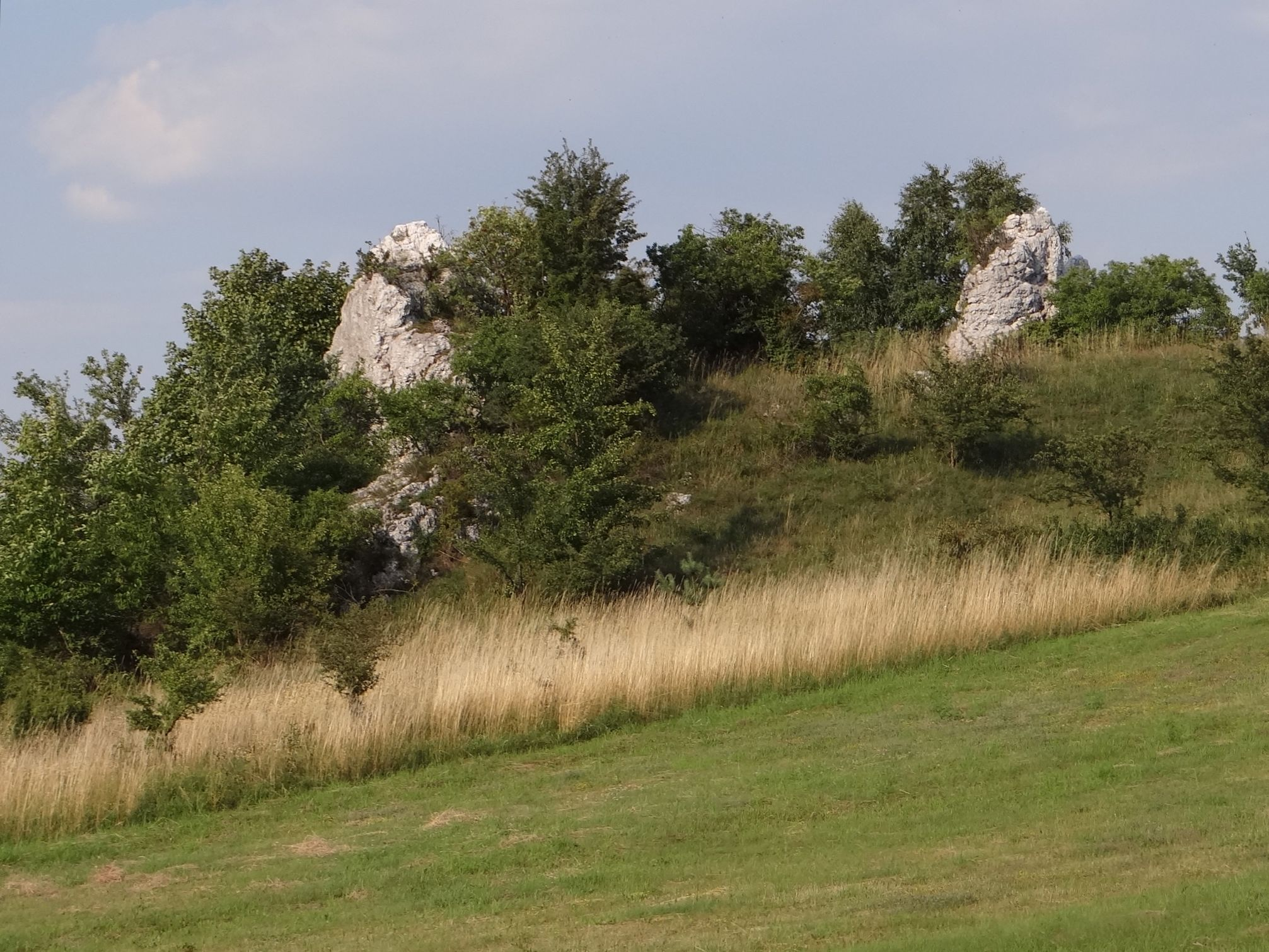
Polne Turniczki od południa

Polne Turniczki – grupa kilku wapiennych skał na Wyżynie Częstochowskiej w miejscowości Rzędkowice w województwie śląskim, w powiecie zawierciańskim, w gminie Włodowice. Znajdują się na niewielkim wzgórzu wśród pól uprawnych wsi Rzędkowice. Najbliższa zabudowań wsi skałka znajduje się w odległości około 250 m od drogi biegnącej przez wieś, po jej wschodniej stronie. Od drogi tej do Polnych Skałek dojść można tylko jedną gruntową drogą, wszystkie pozostałe posesje wzdłuż drogi są bowiem ogrodzone. Na wzgórzu znajdują się trzy grupy Polnych Turniczek, odległość od pierwszej do ostatniej wynosi około 600 m. W odległości około 280 m na południowy wschód od trzeciej grupy skałek znajdują się jeszcze dwie skały Pyrek.
Ze wzgórza Polnych Turniczek rozciąga się szeroki widok. W kierunku północnym dobrze widoczne jest całe pasmo Skał Rzędkowickich.